# Джексон, Рики
Рики Велес Джексон (англ. Rickea Velece Jackson; родилась 16 марта 2001 года в Детройте, штат Мичиган, США) — американская профессиональная баскетболистка, выступает в женской национальной баскетбольной ассоциации за команду «Лос-Анджелес Спаркс», которым она была выбрана на драфте ВНБА 2024 года в первом раунде под общим четвёртым номером. Играет на позиции лёгкого форварда.
В составе национальной сборной США выиграла серебряные медали чемпионата Америки 2023 года в Леон-де-лос-Альдама и летней Универсиады 2019 года в Неаполе.

## Ранние годы
Рики родилась 16 марта 2001 года в городе Детройт (штат Мичиган) в семье Рики и Карин Джексон, у неё есть три брата, Рики, Район и Джордан, училась она там же в средней школе Детройт Эдисон, в которой выступала за местную баскетбольную команду, которую привела к трём последовательным титулам штата в категории Class C. В выпускном классе Рики набирала 22,0 очка и 6,5 подборов в среднем за игру, выиграв награду Мисс баскетбол Мичигана, а также была выбрана на игры McDonald’s All-American и Jordan Brand Classic, в которых выступают лучшие старшеклассницы США и Канады. Джексон стала лучшим снайпером команды за всю её историю, набрав в итоге 1771 очко.

## Профессиональная карьера
В 2024 году Рики Джексон выставила свою кандидатуру на драфт ВНБА, на котором была выбрана в первом раунде под общим четвёртым номером клубом «Лос-Анджелес Спаркс». В дебютном сезоне «Спаркс» заняли пятое место, а Джексон провела все 40 матчей, 35 из них в стартовом составе, набирая по 13,4 очка, 3,9 подбора и 1,5 передачи в среднем за игру, также реализуя 45,6 % бросков с игры, 34,7 % бросков из-за дуги и 80,7 % штрафных, за что по его итогам была включена в сборную новичков сезона.